# بين منساه
بين منساه (بالإنجليزية: Ben Mensah)‏ هو لاعب كرة قدم غاني، ولد في 1983.